# Wahlkreis Birkenfeld
Der Wahlkreis Birkenfeld (Wahlkreis 19) ist ein Landtagswahlkreis in Rheinland-Pfalz. Er umfasst den gesamten Landkreis Birkenfeld.

## Wahl 2021
Für die Landtagswahl 2021 traten folgende Kandidaten an:
| Direktkandidaten     | Partei           | Wahlkreisstimmen in % | Landesstimmen in % |
| -------------------- | ---------------- | --------------------- | ------------------ |
| Hans Jürgen Noss     | SPD              | 30,4                  | 37,7               |
| Miroslaw Kowalski    | CDU              | 29,0                  | 26,2               |
| Sascha Weckmann      | AfD              | 09,0                  | 10,0               |
| Matthias Keidel      | FDP              | 06,7                  | 06,2               |
| Hans-Joachim Billert | Grüne            | 06,3                  | 05,5               |
| Rainer Böß           | Die Linke        | 03,2                  | 02,9               |
| Bernhard Alscher     | Freie Wähler     | 13,4                  | 06,9               |
| –                    | Piraten          | –                     | 00,4               |
| –                    | ÖDP              | –                     | 00,4               |
| –                    | Klimaliste       | –                     | 00,4               |
| Oliver Boschmann     | Die PARTEI       | 02,1                  | 01,2               |
| –                    | Tierschutzpartei | –                     | 01,8               |
| –                    | Volt             | –                     | 00,6               |

## Wahl 2016
Die Ergebnisse der Wahl zum 17. Landtag Rheinland-Pfalz vom 13. März 2016:
| Direktkandidaten                  | Partei          | Wahlkreisstimmen | Landesstimmen |
| --------------------------------- | --------------- | ---------------- | ------------- |
| Hans Jürgen Noss                  | SPD             | 38,7 %           | 39,2 %        |
| Damian Hötger                     | CDU             | 29,0 %           | 31,4 %        |
| Thomas Petry                      | GRÜNE           | 6,5 %            | 3,6 %         |
| Matthias Keidel                   | FDP             | 7,3 %            | 6,1 %         |
| Manuela Petra Holz                | DIE LINKE       | 3,2 %            | 2,9 %         |
| Raimund Fey                       | Freie Wähler    | 2,8 %            | 1,8 %         |
| Mario Kuhn                        | AfD             | 10,9 %           | 12,8 %        |
| Franz Jansen                      | Friedenskämpfer | 1,5 %            | –             |
| –                                 | Sonstige        | –                | 2,2 %         |
| Wahlberechtigte: 65.000 Einwohner |                 |                  |               |
| Wahlbeteiligung: 66,5 %           |                 |                  |               |

- Direkt gewählt wurde Hans Jürgen Noss (SPD).

## Wahl 2011
Die Ergebnisse der Wahl zum 16. Landtag Rheinland-Pfalz vom 27. März 2011:
| Direktkandidaten                  | Partei         | Wahlkreisstimmen | Landesstimmen |
| --------------------------------- | -------------- | ---------------- | ------------- |
| Hans Jürgen Noss                  | SPD            | 41,0 %           | 39,8 %        |
| Kirsten Beetz                     | CDU            | 34,8 %           | 37,8 %        |
| Lothar Ackermann                  | FDP            | 4,9 %            | 3,6 %         |
| Thomas Petry                      | GRÜNE          | 12,9 %           | 11,0 %        |
| Tanja Krauth                      | DIE LINKE      | 5,3 %            | 4,3 %         |
| Franz Jansen                      | Einzelbewerber | 1,1 %            | –             |
| –                                 | Sonstige       | –                | 3,5 %         |
| Wahlberechtigte: 67.800 Einwohner |                |                  |               |
| Wahlbeteiligung: 55,7 %           |                |                  |               |

- Direkt gewählt wurde Hans Jürgen Noss (SPD).[5]

## Wahl 2006
Die Ergebnisse der Wahl zum 15. Landtag Rheinland-Pfalz vom 26. März 2006:
| Direktkandidaten                  | Partei         | Wahlkreisstimmen | Landesstimmen |
| --------------------------------- | -------------- | ---------------- | ------------- |
| Hans Jürgen Noss                  | SPD            | 47,1 %           | 49,1 %        |
| Wolfgang H. München               | CDU            | 36,7 %           | 29,5 %        |
| Kai-Uwe Meding                    | FDP            | 6,6 %            | 8,9 %         |
| Manuel Arend                      | GRÜNE          | 3,8 %            | 3,4 %         |
| Tanja Krauth                      | WASG           | 4,6 %            | 4,1 %         |
| Franz Jansen                      | Einzelbewerber | 1,2 %            | –             |
| –                                 | Sonstige       | –                | 4,9 %         |
| Wahlberechtigte: 69.969 Einwohner |                |                  |               |
| Wahlbeteiligung: 53,6 %           |                |                  |               |

- Direkt gewählt wurde Hans Jürgen Noss (SPD).[7]

## Wahlkreissieger
| Wahl | Name             | Partei | Stimmenanteil |
| ---- | ---------------- | ------ | ------------- |
| 1991 | Axel Redmer      | SPD    | 53,3 %        |
| 1996 | Axel Redmer      | SPD    | 44,1 %        |
| 2001 | Axel Redmer      | SPD    | 49,7 %        |
| 2006 | Hans Jürgen Noss | SPD    | 47,1 %        |
| 2011 | Hans Jürgen Noss | SPD    | 41,0 %        |
| 2016 | Hans Jürgen Noss | SPD    | 38,7 %        |
| 2021 | Hans Jürgen Noss | SPD    | 30,4 %        |